# Smart Crosstown
Smart Crosstown – koncepcyjny samochód pokazany na Detroit Auto Show. Inna nazwa to NAIAS. Posiada napęd hybrydowy: 3-cylindrowy silnik benzynowy oraz silnik elektryczny. Jest wyposażony w dach typu targa.
|  |  |  |